# Iosif Țon
Iosif Țon (n. 30 septembrie 1934, Gârbovița, județul Alba) este un pastor baptist din România.
După plecarea din România, a predicat mulți ani la Radio Europa Liberă, în fiecare duminică între orele 14-15, în cadrul unui program religios transmis în perioada comunistă. 
După 1990, Iosif Țon a pus bazele și a asigurat funcționarea Institutului Biblic Est-European, Institutului Biblic din Oradea (astăzi Universitatea Creștină "Emanuel"), a postului de radio "Vocea Evangheliei" și al Editurii "Cartea Creștină" din Oradea. A fost inițiatorul "Alianței Evanghelice din România", alianță ce regrupează cultele neoprotestante în România: baptiști, penticostali și creștini după Evanghelie. De asemenea, a fost unul din pastorii Bisericii Baptiste "Emanuel" din Oradea, cea mai mare biserică baptistă din România (alături de pastorii Paul Negruț și Nicolae Gheorghiță) și a contribuit la construirea noii clădirii a bisericii "Emanuel".

## Cronologie
- 1951-1955, Studiază la Facultatea de limbă și literatură română din Cluj
- 1955-1957, Studiază la Seminarul Baptist din București.
- 1958-1968, Profesor de limba și literatura română
- 1969-1972, Studiază la Universitatea din Oxford, Anglia
- 1973-1974, Profesor la Seminarul Baptist din București
- 1974-1977, Pastor la Biserica Baptistă din Ploiești.
- 1977-1981, Pastor la Biserica Baptistă Nr. 2 din Oradea
- Între 1973 și 1981, este arestat de mai multe ori.
- În anul 1981, împreună cu familia, sunt obligați să părăsească România, și se stabilesc în Wheaton, IL., S.U.A.
- În 1982 devine președintele Societății Misionare Române (Romanian Missionary Society). Traduce cărți de teologie, imprimă și le introduce în România, pe ascuns. De asemenea, predică la Radio Europa Liberă.
- În 1990, se reîntoarce în România
- Pe 1 oct. 1990 încep cursurile Institutului Biblic din Oradea (astăzi Universitatea Emanuel). În același an, se înființează Editura "Cartea Creștină".
- În 1996 își susține teza de doctorat la Facultatea Evanghelică din Heverlee, Belgia. Teza de doctorat se intitulează "Suferința, martiraj și răsplătire în cer".
- În 1996 demisionează din funcția de pastor al Bisericii "Emanuel" și se dedică cursurilor de viață spirituală în diferite biserici din țară. Aceste cursuri sunt cunoscute sub numele "Umblarea cu Dumnezeu, în unire cu Isus Cristos, sub călăuzirea Duhului Sfânt".
- 1999-2000 e pastor la Biserica Baptistă Română din Brașov.
- Astăzi, deși pastor pensionar (domiciliat în Portland, Oregon, S.U.A.), face turnee prin Bisericile evanghelice românești din România și diaspora, ținând conferințe, cursuri de viață spirituală.
- Dialog teologic fructuos la Cluj - Bisericile Baptiste nr. 1 și 3, (Mănăștur și Iris - dr. Beniamin Fărăgău)
- 2010 - I se retrage ordinarea ca pastor, pentru că face parte din gruparea eretică „Străjerii”[1][2][3]
- 2019 - Iosif Țon declară aderența sa la gruparea NAR (New Apostolic Reformation).

## A scris cărțile:
- Alege Viața, 1998
- Bucuria negrăită și strălucită: este ea a ta acum ?, 2010
- Bunătate: o teologie bazată pe învățătura Domnului nostru Isus Cristos, 2010
- Căderea în ritual, 2009
- Confruntări, 1999
- Credința adevărată, 1988
- Fiți oameni !, 2001
- Mesaje transmise la Radio BBC și Radio Europa, 2004
- Momente profunde: predici la evenimente speciale, 2009
- Oameni mari din Vechiul Testament, 2003
- Predici ocazionale: sărbători, 2008
- Să ne cunoaștem crezul, 1998
- Spiritualitate și caracter creștin, 2006
- Suferință, martiraj și răsplătire în cer, 2002
- Trăind prezentul în lumina viitorului, 2002
- Umblarea cu Dumnezeu, în unire cu Domnul Isus Cristos, sub călăuzirea Duhului Sfânt, 2006
- Viața de familie, 2006

## Cursuri de Iosif Țon
- Concepții despre lume și viață
- Curs de viață spirituală. Vol. 1
- Curs de viață spirituală. Vol. 2. Cum trăim după învățătura Domnului Isus
- Curs de viață spirituală. Vol. 3. Relații
- Epistola către Romani (Conferința SMR pentru tineret, Timișoara, 2009)
- Părtășia cu Dumnezeu: Trăirea în intimitate cu Dumnezeu care te transformă, te împlinește, te energizează
- Trăirea după învățăturile Domnului Isus

## Alte note
- Scurtă biografie Arhivat în 9 mai 2019, la Wayback Machine.
- Cateva articole ale Dr. Iosif Ton
- Mesaje și predici[nefuncțională]
- Editura Cartea Creștină
- Decizia corectă a Consiliului Uniunii în cazul Iosif Țon constă în retragerea ordinării ca pastor baptist
- De ce Comunicatul Consiliului Uniunii Baptiste este nul